# 穴切大神社
穴切大神社（あなぎりだいじんじゃ）は、山梨県甲府市宝二丁目に鎮座する神社。甲府盆地の湖水伝説、蹴裂伝説を由緒に有する。旧社格は郷社。
鎮座地は甲府盆地北部に位置する甲府市中心域の西端、市域西部を南北に流れる相川左岸に位置する。

## 祭神
大己貴命（おおなむちのみこと）、少彦名命（すくなびこなのみこと）、素戔鳴命（すさのおのみこと）の3柱を祀る。
近世期迄は専ら「穴切明神」と呼ばれていたので、湖水伝説との関係からも当初の祭神は穴切明神か或いは蹴裂明神ではないかという説もある。

## 由緒
『甲斐国社記・寺記』（以下『社記』）によると、当初は黒戸奈神社と称したが、後に朝廷から「穴切大明神」の神号を賜ったとして、『延喜式神名帳』記載の式内社「山梨郡黒戸奈神社」であるとし、『甲斐国志』（以下『国志』）巻五五神社部第一も「社記曰」として黒戸奈神社説を紹介しているが、後述するように『神名帳』時代の鎮座地は巨摩郡に属していたと見られる。
また、両書は太古の昔に湖であった甲府盆地が山を切り崩して水を落とす事で陸地化されたという甲斐国湖水伝説・蹴裂伝説を由緒として掲げ、『社記』によれば和銅年間（8世紀始）に当時の甲斐国司が湖を平地化する事を発起し、朝廷に奏上するとともに国造りの神である大国主神（大己貴命）に祈願した上で盆地南部の鰍沢口（富士川町）を開削し、富士川へ水を落として盆地一帯を水田化するという大事業を行い、工事の竣工に際して神助を蒙った大己貴命を勧請したのが創祀であるといい、開拓を主導した甲斐国司も富士川の流域である河内（かわうち）地方において蹴裂明神として祀られたという。なお、「河内」の地域名は「川落（かわおち）」から転じたものとも伝える。
一方の『国志』は盆地の湖水を落としたのは3柱の神で、最初の神が山の端を蹴破り、次の神は山に穴を開けて水を落とし、最後の神がその水を富士川へ導いて川瀬を造ったという異説を伝え、最初の神を蹴裂明神と、山を切って穴を開けた神を穴切明神と、最後の神を瀬立不動と称え、当神社は2番目の神を祀るもので「穴切」の神社名もこれに由来するとの「一旧記」を引いて「上世治水ノ功アリシ人ヲ祀リテ神仏トスト云ヘリ」と述べる。
山梨県の各地には盆地が湖水であったとする伝説やこれを神仏の力で開拓したという蹴裂伝説が多く残され、実際に地質時代の甲府盆地は駿河湾が入り込み、それが褶曲作用や火山活動により現在の地形になったと考えられており、近世には西青沼村に属した鎮座地を含む一帯は『和名類聚抄』に載せる巨摩郡青沼郷の遺称地とされるが、その「青沼」の称は多くの湖沼が点在していたことに由来するともいわれている。
和銅年間にもなお大湖であったとの『社記』に直ちに従うことはできないものの、甲府市千塚には弥生時代から平安時代の集落遺跡である榎田遺跡が存在し、一帯は千塚・山宮古墳群と呼ばれる古墳群が分布し、6世紀後半の加牟那塚古墳（かむなづかこふん）が存在し、甲府市湯村には6世紀中葉の万寿森古墳が存在している。このため、一帯は弥生・古墳時代から開拓された地域であったと考えられている。当神社の付近からも縄文土器が出土しているので古い時代に鎮祭されたであろうことは窺え、本殿背後にある高さ1メートル余りの立石を神社創祀に関連付ける見方もある。
確実な文書における当神社の初見は、鎮座地である西青沼村に黒印社領5石7斗余が安堵された慶長8年（1603年）の徳川四奉行連署証文写で、『国志』にも黒印社領は5石2升とあるようにこの社領は江戸時代を通じて維持された。
江戸時代に甲府城を中心とした甲府城下町が成立すると、城の南西に位置する当地を含む現宝一、二丁目の一部と丸の内二、三丁目の一部は当神社に由来する「穴切」の地名で呼ばれる郭外の武家地とされ、上飯田代官所の陣屋も所在し、一帯には相川から取水した甲府上水が引かれた。また、百石町に所在する城門が当神社に由来する「穴切御門」と呼称される等、武家からの崇敬を受け、甲府勤番も崇拝したという。
明治5年（1872年）5月に郷社に列した。なお、翌6年に明治政府の意向で神主（宮司）職の世襲が廃されると同職が欠員となる事もあり、その間に古記録類が失われている。

## 祭祀
例祭は4月19日。『国志』によると、近世には新青沼村に屋敷を構える正木家が神主職を世襲していた。

## 社殿

### 本殿
本殿の建立年代は不詳であるが、様式的に桃山時代の再興にかかるものと考えられている。
比較的小規模な一間社流造で、正側面の3方に擬宝珠高欄付の榑縁（くれえん）を廻らして大床とし、身舎後方筋に脇障子を構え正面中央に両開きの板唐戸を嵌める。組物は実肘木付連三斗（さねひじきつきつれみつと）の出組とし、拳鼻（こぶしばな）を突き出して彩色豊かな軒支輪（のきしりん）を支えており、頭貫（かしらぬき）の木鼻には禅宗様が窺える。檜皮葺の屋根は正面軒の茅負（かやおい）と裏甲（うらごう）が直線的で軒付にのみ反増（そりまし）を見せており、軒全体に反増を付ける中世期の社殿様式とは異なっている。
向拝（こうはい）は鮮やかに彩色された連三斗の組物を用い、向拝柱同士を繋ぐ虹梁も簡素な造りであるが漆で赤と黒とに鮮やかに塗り分けられ、格式の高さを感じさせている。
なお向拝柱と身舎柱とは虹梁で繋がず、装飾彫刻を施した手挟（たばさみ）のみを付ける。棟札から貞享4年（1687年）と明和2年（1765年）に修築や屋根の葺替えが行われたことが判るが、小規模ながらも細部の意匠の装飾性に桃山時代の特徴を残し、特に蟇股（かえるまた）等に見せる浮彫彫刻等には桃山時代から発達して行く細部装飾の初期の形式が示されている。また、向拝柱を繋ぐ虹梁の木鼻の形状が室町時代後期の武田家により造営された社殿群のものと似ており、それらと共通する性格を持つ建築物としても注目される。
昭和10年（1935年）に当時の国宝保存法に基づく国宝（旧国宝）に指定、同25年8月29日の文化財保護法施行に伴い重要文化財となった。附（つけたり）指定の棟札3枚（貞享4年度2枚、明和2年度1枚）は昭和37年に追加指定された。

### その他の社殿
拝殿は鉄筋コンクリート製の切妻造平入銅板葺。かつての拝殿は正徳5年（1715年）の建造にかかるものであったが、新府（韮崎市）の藤武神社へ寄進されたという。

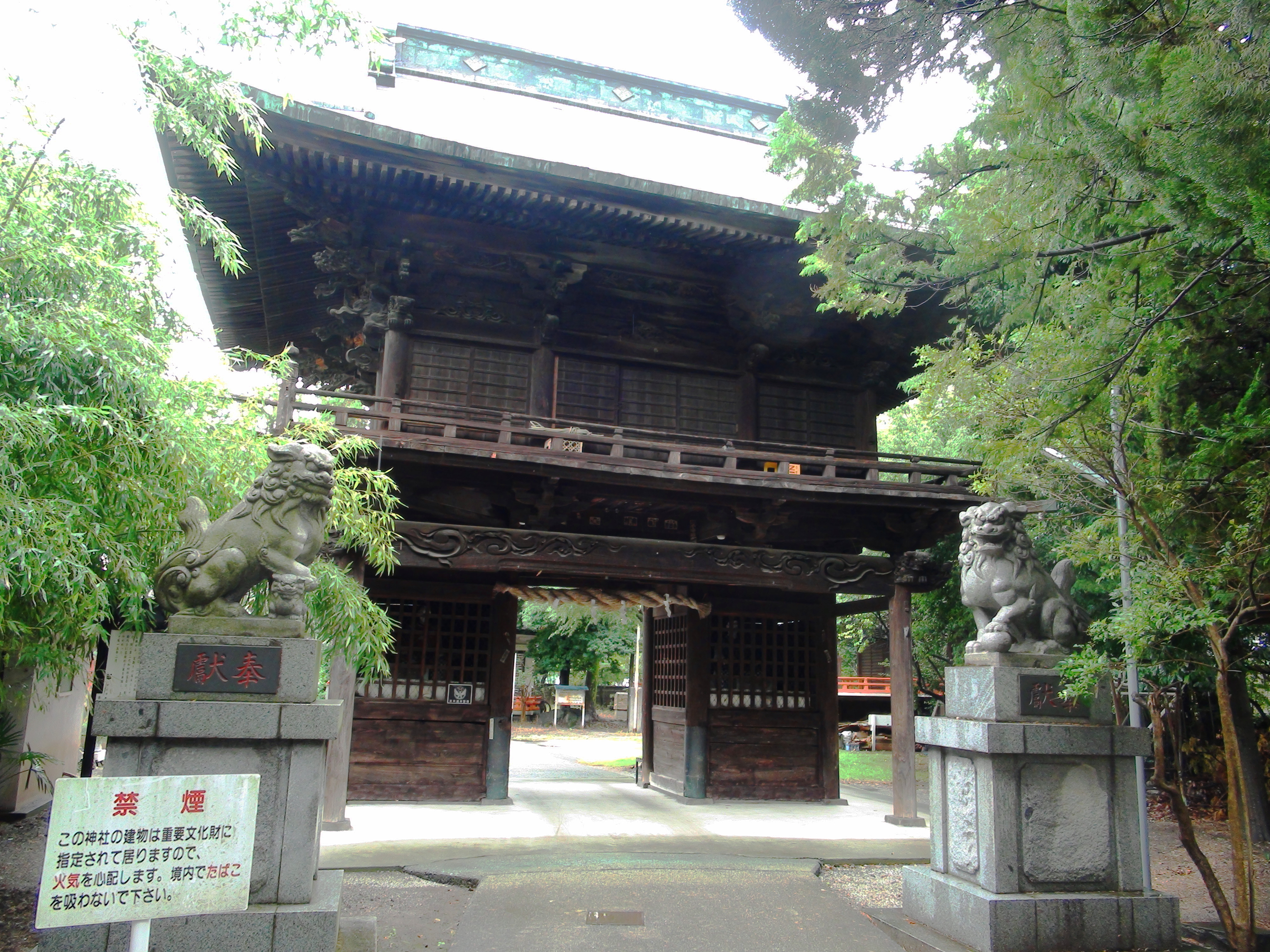
随神門

随神門（ずいじんもん）は入母屋造平入、三間一戸、2層の楼門で、棟札によると寛政6年（1794年）に下山の大工である竹下源蔵を棟梁に建立されている。
彫刻は立川流初代の和四郎富棟の手になり、牡丹や若葉、木鼻の獅子や象等、動植物の彫刻に優れ、特に虹梁下端の錫杖彫りや上層の支輪下の「波に貝」の彫刻に同流の特徴を示す。建築、彫刻共に極めて秀逸で、江戸時代後期の楼門建築として価値が高い事から、平成13年（2001年）に甲府市の文化財に指定された。
向唐破風造の神楽殿は随神門より少し早い時期の建立と推測されるが、外部に張り出す屋根の両翼部は後年に造築されたものと思われ、その張り出しの形状は天保6年（1835年）上棟という諏訪大社下社秋宮の神楽殿（重要文化財）等との類似が指摘できる。

## 境内社
神明社、塩釜社、道祖神社の他、稲荷大明神の石祠を始めとする小祠が複数ある。

## 文化財
（括弧内は指定の種別と年月日）
重要文化財
- 本殿 附 棟札3枚（建造物、昭和10年5月13日指定、附指定物件は同37年6月21日追加指定）

甲府市指定有形文化財
- 随神門 附 棟札3枚（建造物、平成13年3月30日）